# Kaposi Juhász Sámuel
Kaposi Juhász Sámuel (Rimaszombat, 1660. – Gyulafehérvár, 1713. június 23.) bölcseleti és teológiai doktor és református teológiai tanár.

## Élete
Rimaszombatban született, ahol atyja Kaposi Juhász János református lelkész volt. Miután középiskoláit a hazában elvégezte, a rimaszombati iskolában tanított, majd 1681-ben külföldre ment. 1683-ben az utrechti, 1685. március 9-én a leideni egyetemre és 1686-ban ismét az utrechtire iratkozott be. Meglátogatott még több, köztük német és angol egyetemeket is.
1688-ban tért haza magiszteri és teológiai doktori címmel. 1689-ben a Gyulafehérvárt elhelyezett sárospataki iskolánál mint tanár kapott alkalmazást és itt a görög, latin, angol és a keleti nyelveket és a bölcseletet adta elő. A Tóthfalusi Kis Miklós által kiadott bibliának még külföldön tartózkodása alatt egyik revizora volt. Szerették minden rendbeli és vallású emberek nagy tudományáért és kedves maga alkalmazkodásáért; kitűnő emlékező tehetséggel bírt, úgy, hogy amit egyszer elolvasott, azt sokáig nem felejtette el; szeretett verselni és majd' minden tudományt versbe foglalva írt le. Miután 24 évig viselte tanári hivatalát, meghalt 1713-ban, a közvélemény szerint megmérgezték.
Nevét Bod után hibásan írták Kapusinak Benkő és többen.
Igen sok alkalmi költeményt írt, így pl. üdvözlő verseket több leideni tanulótársához, Pápai Páriz Ferencnek több műve elébe, s megírta még saját sírversét is. Rövid ethikáját magyarul megírta három soros 12 strófás versben (a Láczai József, Kisdedek Kátéjában 1843., Czelder Figyelője V. évf. 379-381. és 552-553. 1. és Koncz alább idézett munkájában, hol sírverse is közölve van); két levelét 1710 és 1711-ből, melyben a tanárok és tanítványok szánandó szorult helyzetét és állapotát írja le, szintén Koncz közli.

## Munkái
- Dissertatio De Desertione Spirituali. Pars Quarta. Ultrajecti. 1683
- Latin értekezése. Uo. 1684
- Memoriale Hebraicum. Exhibens Lexici Hebraici Compendium Metricum, Prodromum Grammaticae Hebraicae Metricae ... Claudiopoli, 1698. (Hazánkban első nyomtatványt héber betűkkel. 2. kiadás. Ultrecht, 1738)
- Breviarium Biblicum. Sive Quatuor Priora Capita Geneseos Hebraicé edita... Uo. 1699
- Gamelion Melographicum. Quo Generosissimo Neogamorum Pari: Illustrissimo quidem Sponso, CoMItI, ADae SzekeLLy (1702); Illustrissimae autem Sponsae CoMItIssae, Channae BanfayDae (1702); Inter tot Laetos thaLassIones hyMenaeos, aC taeDas (1702), ad testandum commune Gaudium mense Julio Die 4 MensIs aCCensas, (1702), & in Arce Gyalu, Castro Inclytae DaCIae MICantes, (1702) Humillimécongratulatur, ac felicissimum apprecatur Conjugium Euterpe Alba-Juliana. Claudiopoli (Alkalmi versek négy részben; a IV. rész másfél folio lapot elfoglaló magyar versek D. K. S. aláírással: Dixit Kaposi Sámuel; a három első rész latin, egy latin ének hangjegyekkel. E zsidó, görög, latin nyelvtudásról tanuskodó versek Szabó Károly szerint kétségtelenül mind Kaposi Sámuel munkái.)

### Kéziratban maradt munkái
Grammaticae Hebraicae Epitome Metrica, clare explicata & ad Praxin adplicata (8r 5 levél a marosvásárhelyi ref. főiskola könyvtárában); Promptuarium Mathematicum, Continens Thesauros Matheseos Universae Sive: Methodica Manuductio ad scientias Mathematicas brevi, facili jucundaque via absolvendas; Promtuarium Physicum, Compendium Geographiae jucundis observationibus instructum; Epitome Astronomiae, Calendariographia; Tractatus Mathematicus, de Partibus, usibus & Fabrica Quadrantis Astronomico Geometrici; Compendium Historiae Hungarorum Ecclesiasticae; két magyar Kátékézis, egyik kérdésekben és feleletekben, másik kérdések nélkül, melyet még a XVIII. században is használtak, (1769-ki másolata megvan a marosvásárhelyi ref. főiskola könyvtárában; úgy az előbb említettek másolatai is; sőt Koncz még két ismeretlen kéziratát említi: Introductio theologico historica és Explicatio theologica, két rész, melyek szintén ott vannak meg egykorú másolatokban; mindezen munkái az akkori hadi viszontagságok miatt nem jelenhettek meg nyomtatásban).